# Раздольное (Нестеровский район)
Раздольное (до 1928 — Тарпупёнен (нем. Tarpupönen), до 1947 — Зоммеркруг (нем. Sommerkrug)) — посёлок в Нестеровском муниципальном округе Калининградской области.

## География
Находится в юго-восточной части Калининградской области, в зоне хвойно-широколиственных лесов, на правом берегу реки Туманной, при автодороге 27К-065, на расстоянии примерно 8 километров (по прямой) к северо-востоку от города Нестерова, административного центра района. Абсолютная высота — 41 метр над уровнем моря.

### Часовой пояс
Посёлок Раздольное как и вся Калининградская область, находится в часовой зоне МСК−1. Смещение применяемого времени относительно UTC составляет +2:00.

## История
До 1928 года носил название Тарпупёнен (нем. Tarpupönen). В период с 1928 по 1947 годы назывался Зоммеркруг (нем. Sommerkrug). В период с 2008 по 2018 годы Раздольное входило в состав Пригородного сельского поселения Нестеровского района, с 2018 по 2022 годы — в состав Нестеровского городского округа.

## Население
| 1910 | 2002 | 2010 |
| ---- | ---- | ---- |
| 15   | ↗103 | ↘82  |

### Национальный состав
Согласно результатам переписи 2002 года, в национальной структуре населения русские составляли 49 %.